# Francisco Gómez del Río
Francisco Gómez del Río, SM. (México DF, septiembre de 1928 - La Parra, Ávila, agosto de 1974).

## Carrera
Sacerdote marianista. Filólogo, especialista en Cultura Clásica. Doctor en Lenguas Clásicas por la Universidad Complutense de Madrid y en Teología por la Universidad de Friburgo, en Suiza. Superior del Seminario Marianista de Friburgo de la Real Academia de Ciencias Morales. Autor de los manuales de latín, de la editorial SM, usados en bachillerato durante más de veinte años. Provincial de la Orden marianista,  desde 1972 hasta su muerte en 1974. Primer español Rector del seminario de Friburgo, en Suiza y director del Colegio Mayor Universitario Chaminade, en Madrid. 
Su labor como gestor de la orden en la provincia marianista de Madrid se produce en una época de profundas convulsiones sociales. Años finales del franquismo, fin de la Guerra de Vietnam, contestación universitaria en todo el mundo. Los enfrentamientos en las comunidades entre religiosos partidarios de acelerar los cambios en la vida religiosa y en la orientación más social de las obras y los partidarios de las formas religiosas tradicionales son tan grandes que el Provincial Miguel Sánchez, cae enfermo y en el verano de 1972 hubo de ser sustituido por el padre Francisco Gómez del Río. A él le tocará aguantar el abandono constante de marianistas que sufre la orden tras el Concilio Vaticano II.
El padre Gómez del Río, a quien todos sus amigos le llamaban "Chanka" por cierto aire oriental en su aspecto, en un momento en que estaba de moda el líder nacionalista chino Chiang Kai-shek, fue ordenado sacerdote en Friburgo, Suiza, en 1966. Nacido en México, de padres españoles (América  (Medina de Pomar, Burgos) y Manuel (Arredondo, Santander), a su llegada a España, en 1936, y tras pasar el primer invierno de la guerra civil española en la localidad burgalesa de Medina de Pomar, estudia en el colegio de los marianistas en Vitoria junto a su hermano mellizo, Manolo. Su familia se traslada a Madrid donde ingresa en la Facultad de Filosofía y Letras de la Universidad Complutense, especializándose en filología clásica. 
Su gran pasión, además de la religiosa, fue el estudio de las lenguas clásicas, griego y latín. Con tan sólo 26 años llegó a ser elegido Vicesecretario de la Sociedad Española de Estudios Clásicos, en 1955. Es autor de una docena de libros de gramática griega y latina, la mayoría publicados en la editorial SM,  que todavía pueden encontrarse a la venta en diferentes páginas de Internet. Destacan sus estudios de Jenofonte sobre los manuscritos griegos de la Biblioteca Nacional de Madrid. 
Fallece repentinamente de un infarto mientras dormía en la residencia marianista de La Parra, próxima a la localidad de Arenas de San Pedro, en la provincia de Ávila. Era el 22 de agosto de 1974, festividad de María Reina. Sus restos reposan en el panteón marianista de Carabanchel, en Madrid, junto al colegio Amorós.

## Obra
- Gramática latina, S.M. (ed.), 1961 156 páginas
- Método de Latín - Cave de los ejercicios, S.M. (ed.), 1964
- Método de Latín, 3º y 4º cursos, S.M. (ed.), 1964. 222 páginas
- Latín, 4º de bachillerato, S.M. (ed.), 1970. 280 páginas